# Medalia Rumford

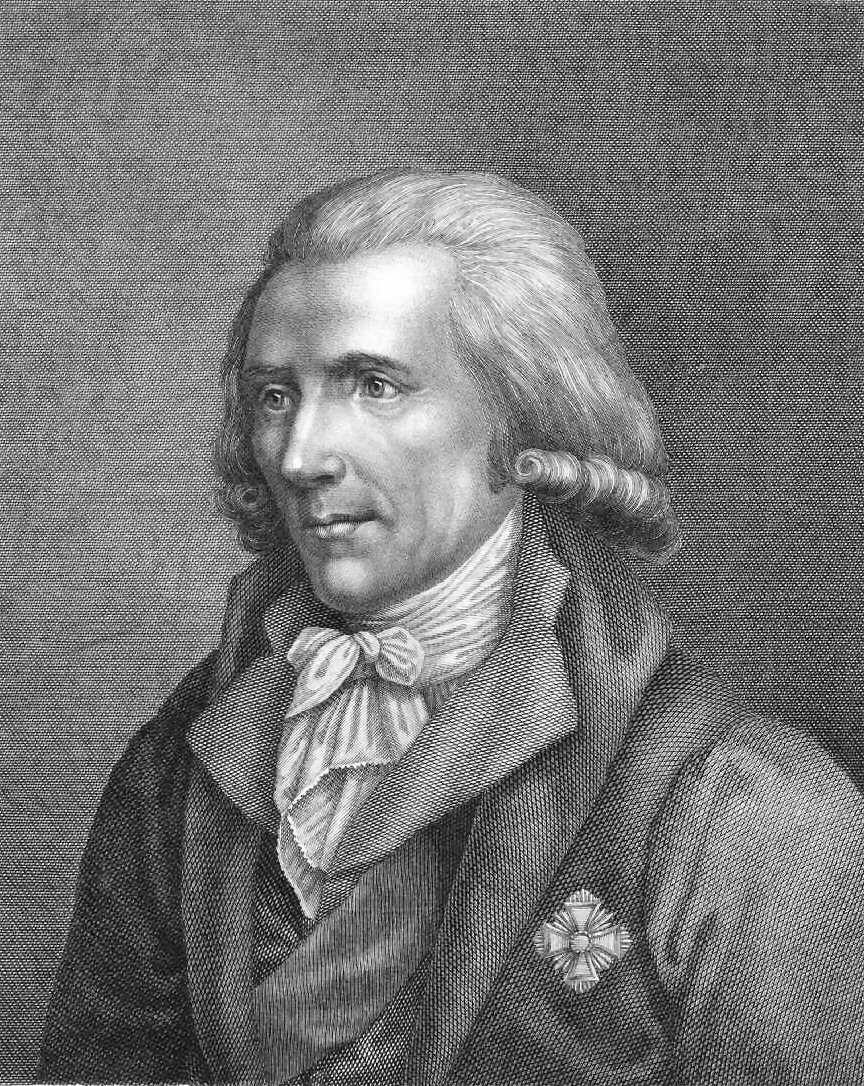
Contele Rumford (Sir Benjamin Thompson), cel care instituit medalia care îi poartă numele

A nu se confunda cu Premiul Rumford!
Medalia Rumford este o distincție acordată o dată la doi ani de către Royal Society acelor fizicieni europeni care au adus contribuții importante în domeniul proprietăților termice și optice ale materiei.
A fost acordată prima dată în 1800 în urma unei donații de 5.000 de dolari, alocate în 1796 de către fizicianul Benjamin Thompson, numit și Contele Rumford.
Printre țările care au beneficiat de cele mai multe ori de prestigioasa medalie se numără:
- Regatul Unit: de 53 de ori;
- Germania: de 17 ori;
- Franța: de 14 ori;
- Olanda: de 7 ori.

Au fost și ani în care nu s-a acordat: 1802, 1806, 1812, 1820, 1822, 1826, 1828, 1830, 1836, 1844.

## Lista laureaților
| Anul | Nume                | Țara         | Motivația | Sursa |
| ---- | ------------------- | ------------ | --- | ----- |
| 1800 | Benjamin Thompson   | Regatul Unit | "Pentru diverse descoperiri în ceea ce privește căldura și lumina"                                                                                   | [ 1 ] |
| 1804 | John Leslie         | Regatul Unit | "Pentru experimentele sale în domeniul căldurii, publicate în lucrarea intitulată „O cercetare experimentală asupra naturii și propagării căldurii”" |       |
| 1808 | William Murdoch     | Regatul Unit | "Pentru publicațiile sale din domeniul utilizării gazului de cărbune pentru iluminat"                                                                |       |
| 1810 | Étienne-Louis Malus | Franța       | "Pentru descoperirea anumitor proprietăți ale luminii reflectate, publicate în al doilea volum al „Memoires dArcueil”"                               | [ 2 ] |